# Giuseppe Gibilisco
Giuseppe Gibilisco, född 5 januari 1979 i Syrakusa, är en italiensk friidrottare som tävlar i stavhopp. 
Gibilisco inledde sin karriär genom att bli trea på VM för juniorer 1998. Som senior tog det ett tag innan han lyckades slå igenom. Han hamnade på 10:e plats både vid OS i Sydney och vid EM i München. 
Hans stora genombrott kom när han vann guld vid VM 2003 i Paris då han noterade ett nytt personligt rekord på 5,90. Trots att Gibilisco hoppade 5,85 vid OS i Aten 2004 räckte det bara till en tredje plats efter amerikanerna Tim Mack och Toby Stevenson. 
Han var i final vid VM 2005 och slutade då femma och vid EM 2006 i Göteborg blev han sjua. Båda gångerna stannade han på 5,50. Han deltog vid Olympiska sommarspelen 2008 men blev utslagen i kvalet. 